# Cellule souche animale
Pour les articles homonymes, voir Cellule souche (homonymie).

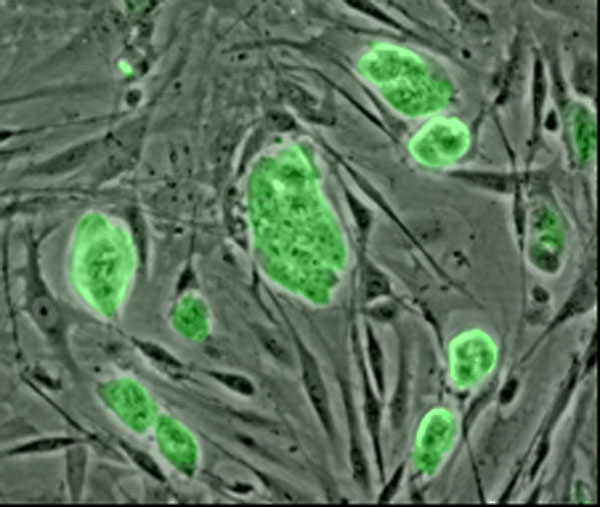
Cellule souche embryonnaire de souris.

Une cellule souche animale est une cellule animale caractérisée par sa capacité à engendrer des cellules spécialisées en se différenciant et par sa capacité à se multiplier à l’identique (auto-renouvellement).
Les cellules souches animales et en particulier les cellules souches humaines font l’objet de beaucoup de recherches, notamment en médecine en vue de régénérer des tissus voire de créer de toutes pièces des tissus et organes. L'utilisation des cellules souches en médecine pose des problèmes d’éthique.

## Généralités
Les organismes métazoaires résultent d’une embryogenèse, c’est-à-dire qu’ils sont formés à partir d’une cellule unique (le zygote) qui, en se développant, donne par la suite un individu complet. Certaines cellules d’un organisme résultent directement de cette embryogenèse, mais beaucoup d’autres sont renouvelées en permanence : Les cellules souches descendent de ces populations de cellules embryonnaires et jouent un rôle de « réservoir » cellulaire en remplaçant les cellules perdues quotidiennement ou lors d’accidents.
On distingue plusieurs types de cellules souches selon leurs capacités de différenciation :
- Les cellules souches totipotentes : ovule fécondé ou cellules issues des premières divisions de cet œuf jusqu'au stade morula (de 2 à 8 cellules). Ces cellules sont les seules à permettre le développement d'un individu complet à condition de rester in-vivo pour permettre une orientation de l'embryon impossible in-vitro. Étymologiquement totipotence signifie "tout pouvoir" indiquant que théoriquement ces cellules peuvent être différenciées en tout type cellulaire de l'organisme qu'elles devaient conduire à former (cellules épithéliales, neuronales, hépatiques...).

- Les cellules souches pluripotentes dont font partie des cellules ES (embryonnaires souches) : les cellules ES ne peuvent pas produire un organisme entier, mais peuvent se différencier en cellules issues de n'importe lequel des trois feuillets embryonnaires, y compris les cellules germinales. Elles ne peuvent à elles seules aboutir à la création d’un individu complet. Elles proviennent en effet de la masse cellulaire interne du blastocyste (au stade de quarante cellules) alors que le placenta qui nourrit l’embryon et le protège de tout rejet par le système immunitaire est produit par la couche cellulaire externe (ou trophectoderme). Le clonage reproductif à partir des cellules ES n'est pas possible.

- Les cellules souches multipotentes : présentes dans l'embryon ou dans l’organisme adulte, elles sont à l’origine de plusieurs types de cellules différenciées. Les cellules souches multipotentes peuvent donner naissance à plusieurs types de cellules, mais elles sont déjà engagées dans une certaine direction. On dit que ce sont des cellules déterminées. Leurs potentialités sont donc plus restreintes que celles des cellules ES. Les cellules hématopoïétiques des mammifères, par exemple, donnent des globules rouges, des plaquettes, des lymphocytes T ou B, des macrophages, mais elles ne peuvent pas donner des cellules musculaires. Un autre exemple de cellules souches multipotentes est apporté par les cellules de la crête neurale qui émigrent du tube neural au cours de l’embryogenèse et qui donnent notamment naissance aux mélanocytes, aux neurones et aux cellules gliales du système nerveux périphérique.

- Les cellules souches unipotentes ne peuvent produire qu'un seul type cellulaire (tout en s'autorenouvelant) et sont présentes dans certains organes comme la peau, le foie, la muqueuse intestinale ou les testicules. Certains organes, tels que le cœur et le pancréas, ne renferment pas de cellules souches et n’ont donc aucune possibilité de régénération en cas de lésion.

Le terme de « cellule souche » ne doit pas être utilisé pour désigner les cellules qui, bien qu'étant capables de se différencier en un ou plusieurs types cellulaires, ne peuvent pas s'autorenouveler de manière virtuellement infinie. C'est le cas des « cellules progénitrices », très fréquentes dans l'organisme qui ont des capacités de division limitées.

## Rôle
Certains tissus ont un fort renouvellement cellulaire et un nombre de cellules souches très important. Chez les mammifères, elles régénèrent les cellules suivantes :
- les cellules épidermiques qui assurent la protection de l’extérieur, et qui se desquament régulièrement ;
- les cellules des cryptes intestinales, qui endurent les conditions nécessaires à l'hydrolyse des aliments, et qui doivent donc être renouvelées rapidement ;
- les cellules sanguines (érythrocytes, plaquettes, leucocytes, etc.) qui sont toutes créées à partir d’un seul type de cellules souches, les cellules souches hématopoïétiques contenues dans la moelle osseuse ;
- chez les individus mâles, les spermatogonies qui créent en grande quantité des spermatozoïdes, lors du processus appelé spermatogenèse ;
- les cellules souches neurales.

Ces cellules ne peuvent être discernées expérimentalement dans une population cellulaire, ni avec des marqueurs, ni morphologiquement, puisqu’elles sont indifférenciées et ne présentent donc aucun marqueur de différenciation. Elles sont en effet définies par leur fonction et non leur forme. Leur mise en évidence ne peut donc se faire que lors d’expérimentation.
Les cellules souches sont particulièrement sollicitées lors d’une lésion ou d’un changement d’environnement brusque.
Depuis 2007, des cellules normales (fibroblastes) peuvent être transformées en cellules souches par génie génétique en y incorporant plusieurs gènes. La manipulation reste cependant peu aisée avec un fort taux d'échecs.